# بيدرو الأول ملك أراغون ونافارا
بيدرو الأول (1068/9 – 29 سبتمبر 1104) هو ملك أراغون نافارا بين سنتي 1094-1104م، وابن سانشو راميريث من زوجته الأولى إيزابيلا الأورغلية. شارك بيدرو في الحملات المسيحية التي كانت سببًا في سقوط الأندلس، متحالفًا مع السيد الكمبيادور حاكم بلنسية ضد قوات المرابطون. توفي بيدرو سنة 1104 /، وخلفه في الحكم أخوه ألفونسو المحارب.